# Fisting

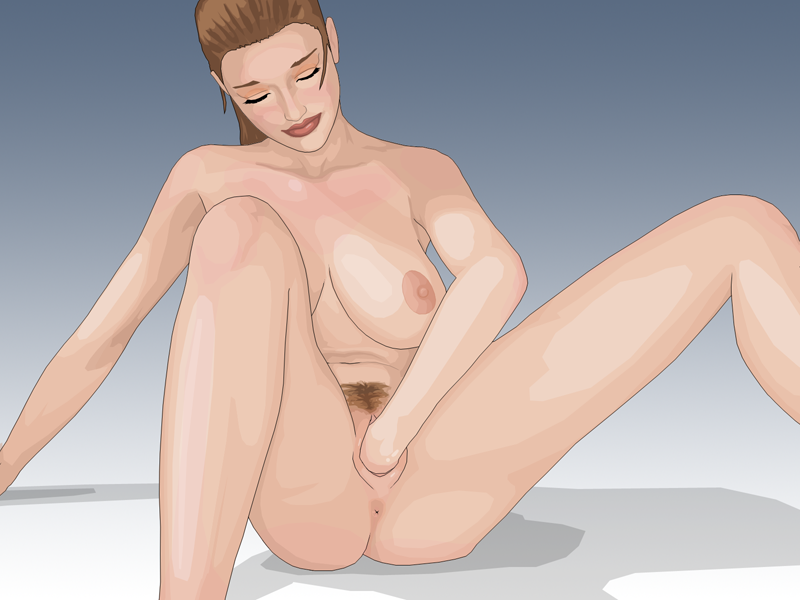
Hình minh họa một người phụ nữ tham gia vào hoạt động tình dục được gọi là fisting, trong đó một bàn tay được đưa vào bên trong âm đạo hoặc trực tràng

Fisting, handballing, quan hệ tình dục sử dụng nắm tay (fist-fucking), quyền giao, thâm nhập bàn tay vào trong âm đạo (brachiovaginal insertion) hoặc hậu môn (brachioproctic insertion) là một hoạt động tình dục có liên quan đến việc đưa một bàn tay vào trong âm đạo hoặc trực tràng. Sau khi quá trình thâm nhập bàn tay hoàn tất, các ngón tay được nắm lại thành nắm đấm hoặc được giữ thẳng. Fisting có thể được thực hiện mà không có đối tác, nhưng nó thường là một hoạt động thực hiện cùng đối tác.

## Lịch sử
Sự nổi lên của fisting như một hành động thực hành tình dục phổ biến thường được cho là do văn hóa đồng tính nam và nó có thể chưa tồn tại cho đến thế kỷ XX. Tuy nhiên, Robert Morgan Lawrence, một nhà giáo dục giới tính, tin rằng phương pháp này đã có từ hàng nghìn năm trước. Câu lạc bộ nổi tiếng nhất trên thế giới về fisting là Catacombs, nằm ở San Francisco, hoạt động trong những thập niên 1970 và 1980. Handball Express là một trong các câu lạc bộ khác giống như vậy. Loại bơ Crisco thường được sử dụng làm chất bôi trơn, trước khi có nhiều loại chất bôi trơn cá nhân chuyên dụng hơn ra đời.
Vào những năm 1980, người ta cho rằng hành động fisting không có biện pháp bảo vệ—thường gây ra những vết thương nhỏ ở hậu môn, cho phép vi sinh vật xâm nhập vào máu—là một con đường lây truyền HIV dễ dàng. Điều này, kết hợp với sự gay gắt trong tình dục đối với văn hóa fisting công cộng ở các cơ sở dành cho người đồng tính nam ở San Francisco, đã khiến nhà văn đồng tính Randy Shifter vận động thành công để đóng cửa một số loại địa điểm, chẳng hạn như các nhà tắm đồng tính và câu lạc bộ tình dục, vốn công khai cho phép thực hiện hành vi này. Fisting dần trở lại như một thực hành tình dục trong 30 năm sau đó.
Địa danh Đường Lịch sử Văn hóa đồ da South of Market, San Francisco bao gồm bốn tác phẩm nghệ thuật dọc theo Hẻm Ringold tôn vinh văn hóa đồ da; nó được khai trương vào năm 2017. Một trong những tác phẩm nghệ thuật là những dấu giày bằng kim loại dọc theo lề đường, tôn vinh 28 người đóng vai trò quan trọng trong cộng đồng văn hóa đồ da ở San Francisco; những người được vinh danh bao gồm Steve McEachern, chủ sở hữu câu lạc bộ fisting Catacombs, và Bert Herman, lãnh đạo cộng đồng fisting, tác giả và nhà xuất bản.

## Kỹ thuật

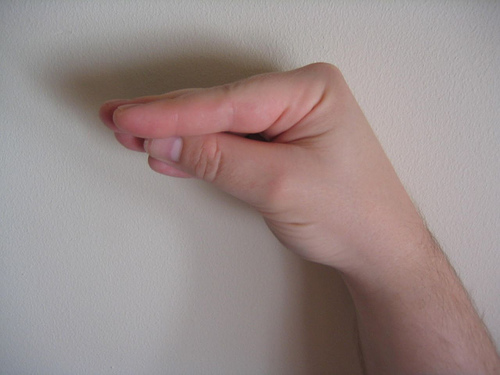
Bàn tay "con vịt im lặng" ("silent duck") có dáng giống như cái mỏ vịt, được sử dụng trong giai đoạn đầu của fisting

"Con vịt im lặng" ("silent duck"), còn được gọi là "duck-billing" ("chụm mỏ vịt"), là kỹ thuật thường được sử dụng, trong đó người thực hiện việc thâm nhập bàn tay tạo hình bàn tay giống hình mỏ vịt. Thông thường, fisting không liên quan đến việc đẩy mạnh bàn tay đang nắm chặt vào trong âm đạo hoặc trực tràng; đây là một thực hành khác được gọi là "punching". Thay vào đó, tất cả năm ngón tay được giữ thẳng và giữ gần nhau nhất có thể (tạo thành hình "mỏ vịt"), sau đó từ từ đưa vào âm đạo hoặc trực tràng được bôi trơn nhiều.
Trong các hình thức fisting mạnh bạo hơn, chẳng hạn như "punching" hoặc "punchfisting", một bàn tay nắm chặt hoàn toàn có thể được đưa vào và rút ra từ từ.
Những người có kinh nghiệm hơn có thể đưa vào cả hai nắm đấm (double-fisting). Trong trường hợp double-fisting, khoái cảm bắt nguồn từ sự kéo căng của hậu môn hoặc âm đạo hơn là từ chuyển động thọc mạnh (vào và ra) của tay.

## Các nguy cơ
Fisting có thể gây rách hoặc làm thủng âm đạo, đáy chậu, trực tràng hoặc ruột kết, dẫn đến thương tích nghiêm trọng và thậm chí gây tử vong. Ngoài ra, các hoạt động tình dục khiến không khí tràn vào âm đạo có thể dẫn đến thuyên tắc khí gây tử vong, và nguy cơ có thể còn cao hơn khi mang thai.

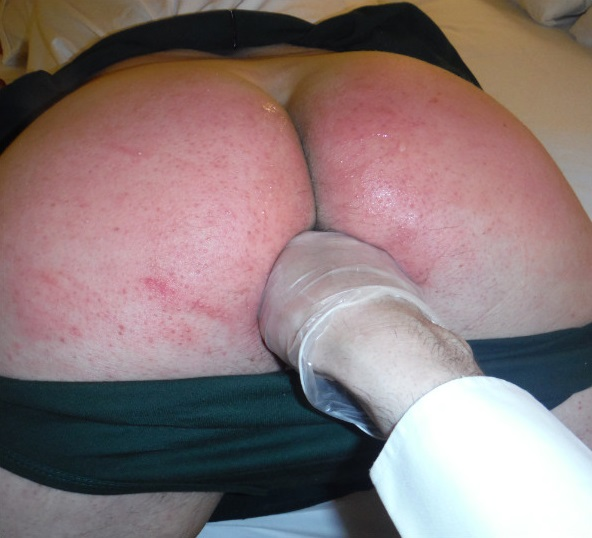
Hành động fisting hậu môn được thực hiện trên một người đàn ông

Fisting với hậu môn có nguy cơ gây thủng đại trực tràng; những người tham gia được khuyên nên sử dụng găng tay cao su và chất bôi trơn, và chỉ định một từ khóa an toàn, khi nói ra từ này sẽ yêu cầu tạm dừng hoạt động ngay lập tức. Việc tập luyện hành động này, cùng với việc đưa vật cứng vào hậu môn có liên quan đáng kể đến tổn thương niêm mạc trực tràng, làm tăng khả năng nhiễm trùng, trong đó có bệnh viêm gan B.

## Tình trạng pháp lý
Ở Vương quốc Anh, việc thực hiện fisting là hợp pháp; tuy nhiên, Viện Kiểm sát Hoàng gia Anh (CPS) coi việc xuất bản tư liệu về fisting là cơ sở để truy tố theo Đạo luật Xuất bản Văn hóa phẩm tục tĩu 1959. Bất chấp chỉ đạo của CPS, trong vụ R v Peacock vào năm 2012, Michael Peacock không bị kết tội vi phạm Đạo luật xuất bản Văn hóa phẩm tục tĩu vì hành vi buôn bán DVD có chứa hành động fisting với hậu môn. Cũng có một vụ truy tố về nội dung khiêu dâm cực đoan không thành công vào năm 2012, trong đó bên công tố lập luận rằng hình ảnh fisting với hậu môn cấu thành nội dung khiêu dâm cực đoan, và do đó bị coi là bất hợp pháp, vì hành vi này "có khả năng dẫn đến thương tích nghiêm trọng cho hậu môn, ngực hoặc bộ phận sinh dục của một người". Tại Hoa Kỳ, theo luật sư Allan Gelbard, không có gì "bất hợp pháp về bản chất" ("per se illegal") đối với bất kỳ nội dung khiêu dâm nào, miễn là nó không phải là nội dung khiêu dâm trẻ em, tuy nhiên, nó có thể bị coi là tục tĩu. Fisting nằm trong Danh sách Cambria, một danh sách các hành vi tình dục có thể bị truy tố theo luật nội dung tục tĩu của Hoa Kỳ, do luật sư Paul Cambria tạo ra vào năm 2001. Danh sách này nhằm mục đích đóng vai trò là hướng dẫn giúp các nhà sản xuất tránh các vụ kiện nội dung mang tính tục tĩu.